# Prêmios recebidos pela Imperatriz Leopoldinense
A lista de prêmios recebidos pela Imperatriz Leopoldinense reúne as premiações extraoficiais e as condecorações recebidas pelo Grêmio Recreativo Escola de Samba Imperatriz Leopoldinense. A agremiação foi fundada em 6 de março de 1959, pelo farmacêutico Amaury Jório juntamente a alguns sambistas da Zona da Leopoldina e remanescentes da extinta agremiação Recreio de Ramos. Em seu pavilhão, onze estrelas simbolizam os bairros das estações da linha férrea que passam pela Zona da Leopoldina: Triagem, Manguinhos, Bonsucesso, Ramos, Olaria, Penha, Penha Circular, Brás de Pina, Cordovil, Parada de Lucas e Vigário Geral. A estrela que representa Ramos fica destacada, na parte de cima da bandeira, por representar a sede da escola. Sua quadra se localiza na Rua Professor Lacê, n.º 235, em Ramos, próximo à estação de trem do bairro. Seu nome faz referência à Estrada de Ferro Leopoldina - que cortava o bairro de Ramos - e que, por sua vez, recebeu esse nome em referência à Imperatriz consorte do Brasil Maria Leopoldina. Suas cores foram escolhidas em referência à sua escola-madrinha, Império Serrano.
A Imperatriz é uma das maiores vencedoras do prêmio Estandarte de Ouro, considerado o "óscar do carnaval carioca". Também conquistou diversas outras premiações como Tamborim de Ouro, S@mba-Net, Estrela do Carnaval, Prêmio SRzd, entre outros. Possui nove títulos na elite do carnaval, conquistados nos anos de 1980, 1981, 1989, 1994, 1995, 1999, 2000, 2001 e 2023, ocupando, junto com Império Serrano e Salgueiro, a posição de quarta maior vencedora no ranking de campeãs do carnaval carioca. 

## Estandarte de Ouro
O Estandarte de Ouro é o mais antigo e importante prêmio extraoficial do carnaval do Rio de Janeiro, sendo conhecido como "Óscar do samba" ou "Óscar do carnaval", numa referência ao Óscar. Sua primeira edição foi realizada em 1972. É organizado e oferecido pelos jornais O Globo e Extra. Contempla a primeira e a segunda divisão do carnaval. Os vencedores são escolhidos por um júri formado por jornalistas, repórteres e colunistas do Jornal O Globo, da Rede Globo e da Rádio Globo; além de artistas ligados à música e às artes.

### Prêmios por categoria
| Categoria                                             | Total | Ano                                                   |
| ----------------------------------------------------- | ----- | ----------------------------------------------------- |
| Melhor Escola (Especial)                              | 3     | 1996, 2015 e 2025                                     |
| Melhor Escola (Série A)                               | 1     | 2020                                                  |
| Samba-enredo                                          | 7     | 1989, 1996, 2008, 2010, 2011, 2015 e 2024             |
| Enredo                                                | 4     | 1980, 2008, 2023 e 2025                               |
| Bateria                                               | 1     | 2025                                                  |
| Intérprete                                            | 3     | 1993, 2001 e 2024                                     |
| Mestre-sala                                           | 6     | 1985, 1987, 1993, 2013, 2014 e 2024                   |
| Porta-bandeira                                        | 3     | 1988, 1994 e 2024                                     |
| Comissão de Frente                                    | 8     | 1983, 1986, 1993, 1995, 1997, 2000, 2006 e 2015       |
| Melhor Ala                                            | 9     | 1972, 1992, 1998, 2000, 2004, 2007, 2009, 2023 e 2024 |
| Ala de Baianas                                        | 9     | 1993, 1994, 1995, 1997, 1998, 2000, 2003, 2011 e 2022 |
| Personalidade                                         | 4     | 1993, 2013, 2014 e 2017                               |
| Revelação                                             | 3     | 2008, 2012 e 2017                                     |
| Passista Feminino (Categoria extinta em 2019)         | 2     | 1986 e 2004                                           |
| Passista Masculino (Categoria extinta em 2019)        | 1     | 1980                                                  |
| Ala de Crianças (Categoria extinta em 1994)           | 1     | 1994                                                  |
| Personalidade Feminino (Categoria extinta em 1986)    | 1     | 1984                                                  |
| Comunicação com o Público (Categoria extinta em 1983) | 1     | 1981                                                  |
| Total até 2025: 67 prêmios                            |       |                                                       |

### Relação completa
| Ano  | Categoria premiada                                                                                      | C  | Referência    |
| ---- | --- | -- | ------------- |
| 1972 | Melhor Ala (Baianas)                                                                                    | 1  | [ 9 ] [ 10 ]  |
| 1980 | Enredo ("O Que É Que a Bahia Tem?")                                                                     | 2  | [ 11 ]        |
| 1980 | Passista Masculino (Vitamina)                                                                           | 3  | [ 11 ]        |
| 1981 | Comunicação com o Público                                                                               | 4  | [ 12 ]        |
| 1983 | Comissão de Frente                                                                                      | 5  | [ 13 ]        |
| 1984 | Personalidade Feminino (Rosa Magalhães e Lícia Lacerda)                                                 | 6  | [ 14 ]        |
| 1985 | Mestre-sala (Chiquinho)                                                                                 | 7  | [ 15 ]        |
| 1986 | Comissão de Frente                                                                                      | 8  | [ 16 ]        |
| 1986 | Passista Feminino (Naide Sueli)                                                                         | 9  | [ 16 ]        |
| 1987 | Mestre-sala (Chiquinho)                                                                                 | 10 | [ 17 ]        |
| 1988 | Porta-bandeira (Maria Helena)                                                                           | 11 | [ 18 ]        |
| 1989 | Samba-enredo ("Liberdade! Liberdade! Abre as Asas Sobre Nós")                                           | 12 | [ 19 ]        |
| 1992 | Melhor Ala                                                                                              | 13 | [ 20 ]        |
| 1993 | Intérprete (Preto Jóia)                                                                                 | 14 | [ 21 ]        |
| 1993 | Mestre-sala (Jerônimo)                                                                                  | 15 | [ 21 ]        |
| 1993 | Personalidade (Rosa Magalhães)                                                                          | 16 | [ 21 ]        |
| 1993 | Comissão de Frente                                                                                      | 17 | [ 21 ]        |
| 1993 | Ala de Baianas                                                                                          | 18 | [ 21 ]        |
| 1994 | Porta-bandeira (Maria Helena)                                                                           | 19 | [ 22 ] [ 23 ] |
| 1994 | Ala de Baianas                                                                                          | 20 | [ 22 ] [ 23 ] |
| 1994 | Ala de Crianças                                                                                         | 21 | [ 22 ] [ 23 ] |
| 1995 | Comissão de Frente                                                                                      | 22 | [ 24 ]        |
| 1995 | Ala de Baianas                                                                                          | 23 | [ 24 ]        |
| 1996 | Melhor Escola                                                                                           | 24 | [ 25 ]        |
| 1996 | Samba-enredo ("Imperatriz Leopoldinense Honrosamente Apresenta: Leopoldina, a Imperatriz do Brasil")    | 25 | [ 25 ]        |
| 1997 | Comissão de Frente                                                                                      | 26 | [ 26 ]        |
| 1997 | Ala de Baianas                                                                                          | 27 | [ 26 ]        |
| 1998 | Ala de Baianas                                                                                          | 28 | [ 27 ]        |
| 1998 | Melhor Ala (Bateria)                                                                                    | 29 | [ 27 ]        |
| 2000 | Comissão de Frente                                                                                      | 30 | [ 28 ]        |
| 2000 | Ala de Baianas                                                                                          | 31 | [ 28 ]        |
| 2000 | Melhor Ala (Baianinhas)                                                                                 | 32 | [ 28 ]        |
| 2001 | Intérprete (Paulinho Mocidade)                                                                          | 33 | [ 29 ]        |
| 2003 | Ala de Baianas                                                                                          | 34 | [ 30 ]        |
| 2004 | Melhor Ala ("Utopia")                                                                                   | 35 | [ 31 ]        |
| 2004 | Passista Feminino (Denise Nascimento)                                                                   | 36 | [ 31 ]        |
| 2006 | Comissão de Frente                                                                                      | 37 | [ 32 ]        |
| 2007 | Melhor Ala ("Bacalhau do Batata")                                                                       | 38 | [ 33 ] [ 34 ] |
| 2008 | Samba-enredo ("João e Marias")                                                                          | 39 | [ 35 ] [ 36 ] |
| 2008 | Enredo ("João e Marias")                                                                                | 40 | [ 35 ] [ 36 ] |
| 2008 | Revelação (Mestre Marcone - Diretor de Bateria)                                                         | 41 | [ 35 ] [ 36 ] |
| 2009 | Melhor Ala ("Os Pimpolhos se Divertem")                                                                 | 42 | [ 37 ] [ 38 ] |
| 2010 | Samba-enredo ("Brasil de Todos os Deuses")                                                              | 43 | [ 39 ] [ 40 ] |
| 2011 | Samba-enredo ("A Imperatriz Adverte: Sambar Faz Bem à Saúde!")                                          | 44 | [ 41 ] [ 42 ] |
| 2011 | Ala de Baianas                                                                                          | 45 | [ 41 ] [ 42 ] |
| 2012 | Revelação (Mestre Noca - Diretor de Bateria)                                                            | 46 | [ 43 ] [ 44 ] |
| 2013 | Mestre-sala (Phelipe Lemos)                                                                             | 47 | [ 45 ] [ 46 ] |
| 2013 | Personalidade (Zé Katimba - Compositor e um dos fundadores da escola)                                   | 48 | [ 45 ] [ 46 ] |
| 2014 | Mestre-sala (Phelipe Lemos)                                                                             | 49 | [ 47 ] [ 48 ] |
| 2014 | Personalidade (Maria Helena - Ex Porta-bandeira da escola)                                              | 50 | [ 47 ] [ 48 ] |
| 2015 | Melhor Escola                                                                                           | 51 | [ 49 ] [ 50 ] |
| 2015 | Samba-enredo ("Axé-Nkenda - Um Ritual de Liberdade - E que a Voz da Liberdade Seja Sempre a Nossa Voz") | 52 | [ 49 ] [ 50 ] |
| 2015 | Comissão de Frente                                                                                      | 53 | [ 49 ] [ 50 ] |
| 2017 | Revelação (Arthur Franco - Intérprete)                                                                  | 54 | [ 51 ] [ 52 ] |
| 2017 | Personalidade (Milton Manhães)                                                                          | 55 | [ 51 ] [ 52 ] |
| 2020 | Melhor Escola da Série A                                                                                | 56 | [ 53 ]        |
| 2022 | Ala de Baianas                                                                                          | 57 | [ 54 ]        |
| 2023 | Enredo ("O Aperreio do Cabra que o Excomungado Tratou com Má-querença e o Santíssimo não Deu Guarida")  | 58 | [ 55 ]        |
| 2023 | Melhor Ala ("Paisagem Sertaneja: Mandacarus")                                                           | 59 | [ 55 ]        |
| 2024 | Samba-enredo ("Com a Sorte Virada pra Lua Segundo o Testamento da Cigana Esmeralda")                    | 60 | [ 56 ]        |
| 2024 | Intérprete (Pitty de Menezes)                                                                           | 61 | [ 56 ]        |
| 2024 | Mestre-sala (Phelipe Lemos)                                                                             | 62 | [ 56 ]        |
| 2024 | Porta-bandeira (Rafaela Theodoro)                                                                       | 63 | [ 56 ]        |
| 2024 | Melhor Ala ("Sonhar com Rosas")                                                                         | 64 | [ 56 ]        |
| 2025 | Melhor Escola                                                                                           | 65 | [ 57 ]        |
| 2025 | Enredo ("Ómi Tútú ao Olúfon - Água Fresca para o Senhor de Ifón")                                       | 66 | [ 57 ]        |
| 2025 | Bateria                                                                                                 | 67 | [ 57 ]        |

## Estrela do Carnaval
Estrela do Carnaval é uma premiação organizada e concedida pelo site Carnavalesco à primeira e segunda divisões do carnaval carioca. Sua primeira edição foi realizada em 2008. Até 2011 foi realizada em parceria com o site SRZD. Os premiados são escolhidos por jornalistas, comentaristas, radialistas e fotógrafos que fazem a cobertura dos desfiles das escolas de samba.
| Ano  | Categoria premiada                                                                                         | C  | Referência           |
| ---- | --- | -- | -------------------- |
| 2008 | Samba-enredo ("João e Marias")                                                                             | 1  | [ 59 ] [ 60 ]        |
| 2008 | Bateria | 2  | [ 59 ] [ 60 ]        |
| 2009 | Ala de Baianas                                                                                             | 3  | [ 61 ] [ 62 ]        |
| 2011 | Revelação (Phelipe Lemos - Mestre-sala)                                                                    | 4  | [ 58 ] [ 63 ] [ 64 ] |
| 2013 | Comissão de Frente                                                                                         | 5  | [ 58 ] [ 65 ]        |
| 2014 | Comissão de Frente                                                                                         | 6  | [ 66 ]               |
| 2017 | Revelação (Arthur Franco - Intérprete)                                                                     | 7  | [ 67 ]               |
| 2018 | Originalidade (Interação de Marina Helena e Chiquinho com o primeiro casal, Thiaguinho e Rafaela Theodoro) | 8  | [ 68 ]               |
| 2020 | Desfile do Ano da Série A                                                                                  | 9  | [ 69 ]               |
| 2020 | Mestre-sala e Porta-bandeira (Thiaguinho Mendonça e Rafaela Theodoro)                                      | 10 | [ 69 ]               |
| 2020 | Comissão de Frente                                                                                         | 11 | [ 69 ]               |
| 2020 | Harmonia                                                                                                   | 12 | [ 69 ]               |
| 2020 | Conjunto de Alegorias e Fantasias                                                                          | 13 | [ 69 ]               |
| 2023 | Enredo ("O Aperreio do Cabra que o Excomungado Tratou com Má-querença e o Santíssimo não Deu Guarida")     | 14 | [ 70 ]               |
| 2023 | Bateria | 15 | [ 70 ]               |
| 2023 | Fantasias                                                                                                  | 16 | [ 70 ]               |
| 2024 | Samba-enredo ("Com a Sorte Virada pra Lua Segundo o Testamento da Cigana Esmeralda")                       | 17 | [ 71 ]               |
| 2024 | Intérprete (Pitty de Menezes)                                                                              | 18 | [ 71 ]               |
| 2024 | Fantasias                                                                                                  | 19 | [ 71 ]               |
| 2025 | Mestre-sala e Porta-bandeira (Phelipe Lemos e Rafaela Theodoro)                                            | 20 | [ 72 ]               |

## Fala Galera Carna Insta
Fala Galera Carna Insta é um prêmio concedido desde 2022 pelo site carnainsta junto com o canal Fala Galera às escolas de samba da primeira e da segunda divisão do carnaval carioca.
| Ano  | Categoria premiada                                                                   | C | Referência |
| ---- | ------------------------------------------------------------------------------------ | - | ---------- |
| 2022 | Mestre-sala e Porta-bandeira (Thiaguinho Mendonça e Rafaela Theodoro)                | 1 | [ 73 ]     |
| 2023 | Revelação (Pitty de Menezes)                                                         | 2 | [ 74 ]     |
| 2023 | Evolução                                                                             | 3 | [ 74 ]     |
| 2024 | Samba-enredo ("Com a Sorte Virada pra Lua Segundo o Testamento da Cigana Esmeralda") | 4 | [ 75 ]     |
| 2024 | Intérprete (Pitty de Menezes)                                                        | 5 | [ 75 ]     |
| 2024 | Bateria                                                                              | 6 | [ 75 ]     |
| 2024 | Harmonia                                                                             | 7 | [ 75 ]     |

## Feras da Sapucaí
Feras da Sapucaí é um prêmio concedido desde 2022 pela revista Feras do Carnaval às escolas de samba da primeira e da segunda divisão do carnaval carioca.
| Ano  | Categoria premiada      | C | Referência |
| ---- | ----------------------- | - | ---------- |
| 2023 | Bateria                 | 1 | [ 76 ]     |
| 2023 | Revelação (Maria Mariá) | 2 | [ 76 ]     |

## Gato de Prata
Troféu Gato de Prata é um prêmio idealizado e concedido pelo cantor, compositor e jornalista Tico do Gato à primeira e segunda divisões do carnaval carioca. Sua primeira edição foi realizada em 2010. A escolha dos contemplados é feita por jornalistas, comentaristas, radialistas e fotógrafos que fazem a cobertura dos desfiles das escolas de samba.
| Ano  | Categoria premiada | C  | Referência    |
| ---- | --- | -- | ------------- |
| 2010 | Samba-enredo ("Brasil de Todos os Deuses")                                                                                       | 1  | [ 78 ]        |
| 2011 | Samba-enredo ("Imperatriz Adverte: Sambar Faz Bem à Saúde!")                                                                     | 2  | [ 79 ]        |
| 2011 | Bateria | 3  | [ 79 ]        |
| 2011 | Destaque (Wanessa Oliveira) | 4  | [ 79 ]        |
| 2011 | Originalidade (Maria Rosa) | 5  | [ 79 ]        |
| 2012 | Revelação (Mestre Noca - Diretor de Bateria)                                                                                     | 6  | [ 80 ]        |
| 2012 | Ala de Baianas | 7  | [ 80 ]        |
| 2013 | Carnavalesco (Cahê Rodrigues) | 8  | [ 81 ] [ 82 ] |
| 2013 | Intérprete (Wander Pires) | 9  | [ 81 ] [ 82 ] |
| 2013 | Mestre-sala (Phelipe Lemos) | 10 | [ 81 ] [ 82 ] |
| 2013 | Comissão de Frente | 11 | [ 81 ] [ 82 ] |
| 2013 | Direção de Harmonia | 12 | [ 81 ] [ 82 ] |
| 2013 | Personalidade (Simone Drumond)                                                                                                   | 13 | [ 81 ] [ 82 ] |
| 2013 | Originalidade (Índia Tainá) | 14 | [ 81 ] [ 82 ] |
| 2013 | Homenagem especial (Torcida Organizada Nação Leopoldinense)                                                                      | 15 | [ 81 ] [ 82 ] |
| 2014 | Mestre-sala (Phelipe Lemos) | 16 | [ 83 ]        |
| 2014 | Porta-bandeira (Rafaela Theodoro)                                                                                                | 17 | [ 83 ]        |
| 2014 | Personalidade (Maria Helena - Ex Porta-bandeira)                                                                                 | 18 | [ 83 ]        |
| 2014 | Destaque (Simone Drumond) | 19 | [ 83 ]        |
| 2015 | Samba-enredo ("Axé-Nkenda - Um Ritual de Liberdade - E que a Voz da Liberdade Seja Sempre a Nossa Voz")                          | 20 | [ 84 ]        |
| 2015 | Rainha de Bateria (Cris Vianna)                                                                                                  | 21 | [ 84 ]        |
| 2015 | Ala de Passistas Masculinos | 22 | [ 84 ]        |
| 2016 | Samba-enredo ("É o Amor... que Mexe com a Minha Cabeça e Me Deixa Assim... – Do Sonho de Um Caipira Nascem os Filhos do Brasil") | 23 | [ 85 ]        |
| 2016 | Velha Guarda | 24 | [ 85 ]        |
| 2017 | Enredo ("Xingu - O Clamor que Vem da Floresta")                                                                                  | 25 | [ 77 ]        |
| 2017 | Bateria | 26 | [ 77 ]        |
| 2017 | Personalidade (Luiza Brunet - Ex Rainha de Bateria da escola)                                                                    | 27 | [ 77 ]        |
| 2017 | Revelação (Arthur Franco - Intérprete)                                                                                           | 28 | [ 77 ]        |
| 2018 | Ala de Baianas | 29 | [ 86 ]        |
| 2018 | Prêmio Especial (Ala de Passistas Mirim)                                                                                         | 30 | [ 86 ]        |
| 2019 | Velha Guarda | 31 | [ 87 ]        |
| 2020 | Melhor Escola da Série A | 32 | [ 88 ]        |
| 2020 | Bateria | 33 | [ 88 ]        |
| 2020 | Comissão de Frente | 34 | [ 88 ]        |
| 2020 | Harmonia | 35 | [ 88 ]        |
| 2020 | Destaque de Luxo (Simone Drumond)                                                                                                | 36 | [ 88 ]        |
| 2020 | Rainha de Bateria (Iza) | 37 | [ 88 ]        |
| 2022 | Ala de Baianas | 38 | [ 89 ]        |
| 2023 | Melhor Escola | 39 | [ 90 ]        |
| 2023 | Bateria | 40 | [ 90 ]        |
| 2024 | Mestre-sala (Phelipe Lemos) | 41 | [ 91 ]        |
| 2024 | Porta-bandeira (Rafaela Theodoro)                                                                                                | 42 | [ 91 ]        |
| 2024 | Harmonia | 43 | [ 91 ]        |
| 2025 | Bateria | 44 | [ 92 ]        |
| 2025 | Carnavalesco (Leandro Vieira) | 45 | [ 92 ]        |

## Machine - Bastidores do Carnaval Carioca
O Prêmio Machine - Bastidores do Carnaval Carioca é uma premiação idealizada por Cátia Calixto, com coordenação de Denise Pinto Pereira e Elizabeth Rodrigues, concedida aos profissionais técnicos que atuam no Sambódromo da Marquês de Sapucaí. O prêmio foi criado em homenagem à José Carlos Farias Caetano ("Machine"), conhecido como Síndico da Passarela. Sua primeira edição foi realizada em 2016. A escolha dos contemplados é feita pelos coordenadores do prêmio e pelo júri técnico formado por personalidades ligadas ao samba e ao carnaval.
| Ano  | Categoria premiada                                             | Referência |
| ---- | -------------------------------------------------------------- | ---------- |
| 2016 | Torcida Organizada (Nação Leopoldinense)                       | [ 94 ]     |
| 2017 | Apresentador de Casal de Mestre Sala e Porta Bandeira (Vilmar) | [ 95 ]     |

## Melhores do Carnaval
Melhores do Carnaval é um prêmio virtual concedido às escolas de samba da primeira divisão do carnaval carioca.
| Ano  | Categoria premiada | C | Referência |
| ---- | ------------------ | - | ---------- |
| 2025 | Bateria            | 1 | [ 96 ]     |

## Passista Samba no Pé
O Prêmio Passista Samba no Pé é destinado exclusivamente ao segmento de passistas do carnaval do Rio de Janeiro, sendo oferecido pelo portal Passista Samba no Pé. Contempla a primeira e segunda divisão do carnaval. Sua primeira edição foi realizada em 2016. A escolha dos contemplados é realizada pelos coordenadores do prêmio.
| Ano  | Categoria premiada                           | Referência |
| ---- | -------------------------------------------- | ---------- |
| 2017 | Melhor Ala de Passistas                      | [ 97 ]     |
| 2017 | Passista Revelação Feminino (Tuany de Paula) | [ 97 ]     |
| 2018 | Passista Mirim (João Victor Silva)           | [ 98 ]     |
| 2019 | Passista Revelação Mirim (Weslley Silva)     | [ 99 ]     |

## Plumas & Paetês Cultural
O Prêmio Plumas & Paetês Cultural é uma premiação concedida desde 2005 à técnicos e profissionais que trabalham nos bastidores do carnaval carioca.
| Ano  | Categoria                       | Premiado(a) | C  | Referência |
| ---- | ------------------------------- | --- | -- | ---------- |
| 2010 | Compositores                    | Flavinho, Gil Branco, Guga, Jeferson Lima e Me Leva | 1  | [ 101 ]    |
| 2010 | Mestre de bateria               | Mestre Marcone | 2  | [ 101 ]    |
| 2010 | Historiador / Pesquisador       | Marcos Roza | 3  | [ 101 ]    |
| 2013 | Coreógrafo                      | Alex Neoral | 4  | [ 102 ]    |
| 2013 | Diretor de Carnaval             | Wagner Tavares de Araújo | 5  | [ 102 ]    |
| 2013 | Destaque de Luxo Masculino      | Nelcimar Pires | 6  | [ 102 ]    |
| 2013 | Maquiador Artístico             | Ricardo Denis | 7  | [ 102 ]    |
| 2013 | Carpinteiro                     | Arapuã | 8  | [ 102 ]    |
| 2016 | Aderecista                      | Edward Moraes | 9  | [ 103 ]    |
| 2017 | Aramista                        | Paulo | 10 | [ 104 ]    |
| 2017 | Mestre de Bateria               | Lolo | 11 | [ 104 ]    |
| 2017 | Eu Sou o Samba                  | Raul Cuquejo | 12 | [ 104 ]    |
| 2017 | Personalidade do Carnaval 2017  | Zé Katimba | 13 | [ 104 ]    |
| 2018 | Chapeleiro                      | Amilcar Augusto "Rivelino" | 14 | [ 105 ]    |
| 2019 | Destaque Performático Feminino  | Ketula Mello | 15 | [ 106 ]    |
| 2020 | Carnavalesco                    | Leandro Vieira | 16 | [ 107 ]    |
| 2020 | Coreógrafos                     | Hélio Bejani e Beth Bejani | 17 | [ 107 ]    |
| 2020 | Diretor de Carnaval             | Marco Fernandes | 18 | [ 107 ]    |
| 2020 | Diretores de Harmonia           | André Bonatte e Jorge Arthur | 19 | [ 107 ]    |
| 2020 | Destaque de Luxo                | Nelcimar Pires | 20 | [ 107 ]    |
| 2020 | Aderecista de Fantasias         | Mauro Dias | 21 | [ 107 ]    |
| 2020 | Costureira                      | Cristiane Machado | 22 | [ 107 ]    |
| 2020 | Pintura Artistica               | Leandro Assis | 23 | [ 107 ]    |
| 2022 | Destaque Performático Feminino  | Ketula Mello | 24 | [ 108 ]    |
| 2023 | Diretor de Barracão             | Roni Jorge | 25 | [ 109 ]    |
| 2023 | Costureiras                     | Crys Machado e Sirley dos Santos | 26 | [ 109 ]    |
| 2023 | Escultores                      | José Teixeira, Max Mulle e Agles Ferreira | 27 | [ 109 ]    |
| 2023 | Modelistas                      | Vera Galvão, Gustavo Humberto, Rogério Rodrigues, Augusto Cézar e Lili de Niterói | 28 | [ 109 ]    |
| 2023 | Pintor de Arte                  | Leandro Assis | 29 | [ 109 ]    |
| 2023 | Figurinista                     | Leandro Vieira | 30 | [ 109 ]    |
| 2023 | Pesquisador de Enredo           | Leandro Vieira | 31 | [ 109 ]    |
| 2024 | Compositores                    | Jeferson Lima, Antônio Crescente, Bello, Carlinhos Niterói, Gabriel Coelho, Jorge Goulart, Luiz Brinquinho, Miguel da Imperatriz, Renne Barbosa, Rômulo Meirelles, Silvio Mesquita e Me Leva | 32 | [ 110 ]    |
| 2024 | Desenhista                      | Leandro Vieira | 33 | [ 110 ]    |
| 2024 | Intérprete                      | Pitty de Menezes | 34 | [ 110 ]    |
| 2024 | Diretores de Harmonia           | Mauro Amorim e Thiago Santos | 35 | [ 110 ]    |
| 2024 | Costureira                      | Crys Machado | 36 | [ 110 ]    |
| 2024 | Projetista                      | Renato Esteves e Rayner Botelho | 37 | [ 110 ]    |
| 2024 | Ferreiro                        | João Lopes | 38 | [ 110 ]    |
| 2024 | Gestor de Ateliê                | Vera Lucia Galvão | 39 | [ 110 ]    |
| 2024 | Passista Masculino              | Amauri Junior | 40 | [ 110 ]    |
| 2024 | Pintor Artístico                | Leandro Assis | 41 | [ 110 ]    |
| 2025 | Assistente de Carnavalesco      | Dandara Vital | 42 | [ 111 ]    |
| 2025 | Carpinteiro                     | Fabrício Miguel | 43 | [ 111 ]    |
| 2025 | Coreógrafos de Alas e Alegorias | Marcio Dellawegah e Sabrina Sant'Ana | 44 | [ 111 ]    |
| 2025 | Costureira                      | Crys Machado | 45 | [ 111 ]    |
| 2025 | Escultor/Artesão                | Flávio Polycarpo | 46 | [ 111 ]    |
| 2025 | Ferreiro                        | João Lopes | 47 | [ 111 ]    |
| 2025 | Iluminador                      | Tom Pereira | 48 | [ 111 ]    |
| 2025 | Pesquisador de Enredo           | Leandro Vieira | 49 | [ 111 ]    |
| 2025 | Pintor Artístico                | Leandro Assis | 50 | [ 111 ]    |

## Prêmio 100% Carnaval
100% Carnaval é um prêmio virtual concedido desde 2019 às escolas de samba da primeira e da segunda divisão do carnaval carioca.
| Ano  | Categoria premiada                                                                                     | C  | Referência |
| ---- | --- | -- | ---------- |
| 2020 | Melhor Escola da Série A                                                                               | 1  | [ 112 ]    |
| 2020 | Mestre-sala (Thiaguinho Mendonça)                                                                      | 2  | [ 112 ]    |
| 2020 | Ala de Baianas                                                                                         | 3  | [ 112 ]    |
| 2020 | Conjunto de Fantasias                                                                                  | 4  | [ 112 ]    |
| 2023 | Enredo ("O Aperreio do Cabra que o Excomungado Tratou com Má-querença e o Santíssimo não Deu Guarida") | 5  | [ 113 ]    |
| 2024 | Samba-enredo ("Com a Sorte Virada pra Lua Segundo o Testamento da Cigana Esmeralda")                   | 6  | [ 114 ]    |
| 2024 | Intérprete (Pitty de Menezes)                                                                          | 7  | [ 114 ]    |
| 2024 | Mestre-sala (Phelipe Lemos)                                                                            | 8  | [ 114 ]    |
| 2024 | Porta-bandeira (Rafaela Theodoro)                                                                      | 9  | [ 114 ]    |
| 2025 | Bateria                                                                                                | 10 | [ 115 ]    |
| 2025 | Intérprete (Pitty de Menezes)                                                                          | 11 | [ 115 ]    |

## Prêmio Destaques do Ano
O Prêmio Destaques do Ano é oferecido desde 2020 pelo site Carnavalesco a escolas de samba e personalidades do carnaval que se destacaram em cada ano.
| Ano       | Categoria premiada                                        | C | Referência |
| --------- | --------------------------------------------------------- | - | ---------- |
| 2020/2021 | Responsabilidade Social                                   | 1 | [ 116 ]    |
| 2022      | Responsabilidade Social                                   | 2 | [ 117 ]    |
| 2023      | Escola do Ano                                             | 3 | [ 118 ]    |
| 2023      | Gestora do Ano (Cátia Drumond - Presidente da Imperatriz) | 4 | [ 118 ]    |
| 2024      | Artista do Ano (Pitty de Menezes)                         | 5 | [ 119 ]    |
| 2024      | Direção de Harmonia (Thiago Santos)                       | 6 | [ 119 ]    |
| 2024      | Passista feminino (Tuany de Paula)                        | 7 | [ 119 ]    |
| 2024      | Sambista da Nova Geração (Luma Costa)                     | 8 | [ 119 ]    |
| 2024      | Anel de Bamba (Cátia Drumond - Presidente da Imperatriz)  | 9 | [ 119 ]    |

## Resenha dos Sambistas
Resenha dos Sambistas é uma premiação criada em 2024, idealizada e promovida pelos diretores de carnaval Junior Escafura e Dudu Azevedo. Os premiados são indicados por diretores de carnaval e representantes dos segmentos de cada escola. Os três indicados de cada categoria recebem placas de primeiro, segundo e terceiro lugar.
| Ano  | Categorias premiadas | Outras indicações                                                                                | Referência      |
| ---- | --- | ------------------------------------------------------------------------------------------------ | --------------- |
| 2024 | - Mestre-sala e Porta-bandeira (Phelipe Lemos e Rafaela Theodoro) - Intérprete (Pitty de Menezes) - Bateria - Assessoria de Imprensa | - Samba-enredo (segundo lugar) - Harmonia (segundo lugar) - Direção de Barracão (terceiro lugar) | [ 121 ] [ 122 ] |
| 2025 | - Mestre-sala e Porta-bandeira (Phelipe Lemos e Rafaela Theodoro) - Direção de Barracão (Roni Jorge)                                 | Bateria (segundo lugar)                                                                          | [ 123 ]         |

## S@mba-Net
O Prêmio S@mba-Net é uma premiação concedida às escolas de samba da primeira, segunda e terceira divisões do carnaval do Rio de Janeiro. Foi idealizado pelo carnavalesco Luiz Fernando Reis e criado em 1999, ano de sua primeira edição. Os premiados são escolhidos por jornalistas que fazem a cobertura dos desfiles e pelos coordenadores do prêmio.
| Ano  | Categoria premiada                                                                                      | C  | Referência      |
| ---- | --- | -- | --------------- |
| 2005 | Destaque de Luxo (Manoel Cruz com a fantasia "O Cisne" na Alegoria 7)                                   | 1  | [ 127 ] [ 128 ] |
| 2008 | Destaque de Luxo (Nelcimar Pires)                                                                       | 2  | [ 129 ] [ 130 ] |
| 2013 | Ala de Baianas                                                                                          | 3  | [ 131 ]         |
| 2014 | Mestre-sala e Porta-bandeira (Phelipe Lemos e Rafaela Theodoro)                                         | 4  | [ 132 ]         |
| 2015 | Samba-enredo ("Axé-Nkenda - Um Ritual de Liberdade - E que a Voz da Liberdade Seja Sempre a Nossa Voz") | 5  | [ 133 ]         |
| 2015 | Ala de Baianas                                                                                          | 6  | [ 133 ]         |
| 2017 | Destaque de Luxo (Nelcimar Pires)                                                                       | 7  | [ 134 ]         |
| 2018 | Bateria                                                                                                 | 8  | [ 135 ]         |
| 2018 | Destaque de Luxo (Nelcimar Pires)                                                                       | 9  | [ 135 ]         |
| 2019 | Bateria                                                                                                 | 10 | [ 136 ]         |
| 2020 | Melhor Escola da Série A                                                                                | 11 | [ 137 ]         |
| 2020 | Comissão de Frente                                                                                      | 12 | [ 138 ]         |
| 2020 | Ala de Baianas                                                                                          | 13 | [ 138 ]         |
| 2020 | Alegoria ("Palco Iluminado: Só Dá Lalá")                                                                | 14 | [ 138 ]         |
| 2020 | Conjunto Alegórico                                                                                      | 15 | [ 138 ]         |
| 2020 | Conjunto de Fantasias                                                                                   | 16 | [ 138 ]         |
| 2022 | Ala de Baianas                                                                                          | 17 | [ 139 ]         |
| 2023 | Melhor Escola                                                                                           | 18 | [ 140 ]         |
| 2023 | Enredo ("O Aperreio do Cabra que o Excomungado Tratou com Má-querença e o Santíssimo não Deu Guarida")  | 19 | [ 140 ]         |
| 2023 | Bateria                                                                                                 | 20 | [ 140 ]         |
| 2023 | Ala de Passistas                                                                                        | 21 | [ 140 ]         |
| 2024 | Samba-enredo ("Com a Sorte Virada pra Lua Segundo o Testamento da Cigana Esmeralda")                    | 22 | [ 141 ]         |
| 2024 | Intérprete (Pitty de Menezes)                                                                           | 23 | [ 141 ]         |
| 2024 | Ala de Baianas                                                                                          | 24 | [ 141 ]         |
| 2025 | Enredo ("Ómi Tútú ao Olúfon - Água Fresca para o Senhor de Ifón")                                       | 25 | [ 142 ]         |
| 2025 | Intérprete (Pitty de Menezes)                                                                           | 26 | [ 142 ]         |
| 2025 | Mestre-sala e Porta-bandeira (Phelipe Lemos e Rafaela Theodoro)                                         | 27 | [ 142 ]         |

## SRzd Carnaval
O Prêmio SRzd Carnaval é uma premiação organizada e concedida pelo site SRzd à primeira, segunda e terceira divisões do carnaval carioca. De 2008 a 2011 foi realizado como "Estrela do Carnaval". A partir de 2012, passou a se chamar SRzd Carnaval. Os premiados são escolhidos por jornalistas que fazem a cobertura dos desfiles das escolas de samba.
| Ano  | Categoria premiada                                                                                     | C  | Referência |
| ---- | --- | -- | ---------- |
| 2013 | Comissão de Frente                                                                                     | 1  | [ 144 ]    |
| 2013 | Ala de Baianas                                                                                         | 2  | [ 144 ]    |
| 2013 | Conjunto da Obra                                                                                       | 3  | [ 145 ]    |
| 2014 | Mestre-sala e Porta-bandeira (Phelipe Lemos e Rafaela Theodoro)                                        | 4  | [ 146 ]    |
| 2015 | Diretor de Harmonia (Júnior Escafura)                                                                  | 5  | [ 147 ]    |
| 2017 | Bateria                                                                                                | 6  | [ 148 ]    |
| 2018 | Ala de Baianas                                                                                         | 7  | [ 149 ]    |
| 2020 | Melhor Escola da Série A                                                                               | 8  | [ 150 ]    |
| 2020 | Comissão de Frente                                                                                     | 9  | [ 150 ]    |
| 2020 | Mestre-sala e Porta-bandeira (Thiaguinho Mendonça e Rafaela Theodoro)                                  | 10 | [ 150 ]    |
| 2020 | Ala de Baianas                                                                                         | 11 | [ 150 ]    |
| 2023 | Enredo ("O Aperreio do Cabra que o Excomungado Tratou com Má-querença e o Santíssimo não Deu Guarida") | 12 | [ 151 ]    |

## Troféu Bateria
O Troféu Bateria é concedido por especialistas no assunto, desde 2016, às escolas de samba da primeira e da segunda divisão do carnaval carioca.
| Ano  | Categoria premiada                                         | C  | Referência |
| ---- | ---------------------------------------------------------- | -- | ---------- |
| 2016 | Melhor paradinha/bossa (Bossa do refrão + cabeça do samba) | 1  | [ 152 ]    |
| 2016 | Revelação (Mestre Lolo)                                    | 2  | [ 152 ]    |
| 2018 | Ala de Marcação                                            | 3  | [ 153 ]    |
| 2018 | Revelação (Lucas)                                          | 4  | [ 153 ]    |
| 2019 | Melhor Bateria                                             | 5  | [ 153 ]    |
| 2019 | Ala de Chocalho                                            | 6  | [ 153 ]    |
| 2020 | Melhor Bateria da Série A                                  | 7  | [ 153 ]    |
| 2022 | Ala de Marcação                                            | 8  | [ 153 ]    |
| 2023 | Melhor Bateria                                             | 9  | [ 153 ]    |
| 2023 | Ala de Caixa                                               | 10 | [ 153 ]    |
| 2023 | Ala de Marcação                                            | 11 | [ 153 ]    |
| 2023 | Melhor Mestre (Lolo)                                       | 12 | [ 153 ]    |
| 2024 | Melhor Bateria                                             | 13 | [ 153 ]    |
| 2024 | Ala de Tamborim                                            | 14 | [ 153 ]    |
| 2025 | Melhor Mestre (Lolo)                                       | 15 |            |
| 2025 | Conjunto de Bossas                                         | 16 |            |

## Troféu Explosão in Samba
O Troféu Explosão in Samba é concedido pela Revista Explosão in Samba desde 2017 às escolas de samba da primeira e da segunda divisão do carnaval carioca.
| Ano  | Categoria premiada            | C | Referência |
| ---- | ----------------------------- | - | ---------- |
| 2020 | Melhor Escola da Série A      | 1 | [ 154 ]    |
| 2020 | Rainha de Bateria (Iza)       | 2 | [ 154 ]    |
| 2023 | Musa (Carmem Mondego)         | 3 | [ 155 ]    |
| 2024 | Intérprete (Pitty de Menezes) | 4 | [ 156 ]    |
| 2024 | Ala de Baianas                | 5 | [ 156 ]    |
| 2025 | Melhor Escola                 | 6 | [ 157 ]    |
| 2025 | Alegorias                     | 7 | [ 157 ]    |

## Troféu Sambario
O Troféu Sambario é um prêmio virtual concedido pelo site especializado Sambario desde 2009 às escolas de samba dos grupos Especial e de acesso. Entre 2013 e 2017, não foi realizado, retornando na edição de 2018. Os vencedores são escolhidos através de votação interna feita entre a equipe do site Sambario, com jornalistas e integrantes de outros veículos convidados.
| Ano  | Categoria premiada                                                                                     | C  | Referência |
| ---- | --- | -- | ---------- |
| 2009 | Melhor Destaque de Luxo (João Helder)                                                                  | 1  | [ 158 ]    |
| 2012 | Ala de Baianas                                                                                         | 2  | [ 159 ]    |
| 2012 | Rainha de Bateria (Luiza Brunet)                                                                       | 3  | [ 159 ]    |
| 2020 | Melhor Escola da Série A                                                                               | 4  | [ 160 ]    |
| 2023 | Enredo ("O Aperreio do Cabra que o Excomungado Tratou com Má-querença e o Santíssimo não Deu Guarida") | 5  | [ 161 ]    |
| 2023 | Revelação (Pitty de Menezes)                                                                           | 6  | [ 161 ]    |
| 2024 | Melhor Ala ("Caravana em Festa")                                                                       | 7  | [ 162 ]    |
| 2024 | Intérprete (Pitty de Menezes)                                                                          | 8  | [ 162 ]    |
| 2025 | Enredo ("Ómi Tútú ao Olúfon - Água Fresca para o Senhor de Ifón")                                      | 9  | [ 163 ]    |
| 2025 | Mestre-sala e Porta-bandeira (Phelipe Lemos e Rafaela Theodoro)                                        | 10 | [ 163 ]    |
| 2025 | Bateria                                                                                                | 11 | [ 163 ]    |

## Troféu Tupi Carnaval Total
O Troféu Tupi Carnaval Total é um prêmio concedido pela Super Rádio Tupi, desde 2010, às escolas de samba da primeira e segunda divisão do carnaval. Os premiados são escolhidos por jornalistas, comentaristas e repórteres que cobrem o carnaval pela Rádio Tupi. Entre 2016 e 2019 o prêmio não foi entregue, retornando na edição de 2020.
| Ano  | Categoria premiada                                                                                     | C  | Referência      |
| ---- | --- | -- | --------------- |
| 2011 | Comissão de Frente                                                                                     | 1  | [ 164 ] [ 165 ] |
| 2013 | Comissão de Frente                                                                                     | 2  | [ 166 ]         |
| 2014 | Melhor Escola                                                                                          | 3  | [ 167 ]         |
| 2014 | Comissão de Frente                                                                                     | 4  | [ 167 ]         |
| 2014 | Carnavalesco (Cahê Rodrigues)                                                                          | 5  | [ 167 ]         |
| 2014 | Mestre-sala e Porta-bandeira (Phelipe Lemos e Rafaela Theodoro)                                        | 6  | [ 167 ]         |
| 2015 | Rainha de Bateria (Cris Vianna)                                                                        | 7  | [ 168 ]         |
| 2022 | Ala de Baianas                                                                                         | 8  | [ 169 ]         |
| 2023 | Melhor Escola                                                                                          | 9  | [ 170 ]         |
| 2023 | Enredo ("O Aperreio do Cabra que o Excomungado Tratou com Má-querença e o Santíssimo não Deu Guarida") | 10 | [ 170 ]         |
| 2023 | Intérprete (Pitty de Menezes)                                                                          | 11 | [ 170 ]         |
| 2023 | Mestre-sala e Porta-bandeira (Phelipe Lemos e Rafaela Theodoro)                                        | 12 | [ 170 ]         |
| 2024 | Bateria                                                                                                | 13 | [ 171 ]         |
| 2024 | Mestre-sala e Porta-bandeira (Phelipe Lemos e Rafaela Theodoro)                                        | 14 | [ 171 ]         |
| 2025 | Bateria                                                                                                | 15 | [ 172 ]         |
| 2025 | Intérprete (Pitty de Menezes)                                                                          | 16 | [ 172 ]         |

## Prêmios extintos

### Estandarte do Povo
Estandarte do Povo foi um prêmio concedido nos anos de 1982 e 1983 às escolas de samba da primeira divisão do carnaval carioca. O prêmio foi criado e organizado pelo Jornal do Brasil e pela TVS. Os vencedores eram escolhidos através do voto popular.
| Ano  | Categoria premiada | Referência |
| ---- | ------------------ | ---------- |
| 1982 | Melhor Escola      | [ 173 ]    |

### Tamborim de Ouro
O Troféu Tamborim de Ouro foi um prêmio entregue entre 1998 e 2020 à primeira e segunda divisão do carnaval do Rio de Janeiro. Era organizado e oferecido pelo Jornal O Dia. Algumas categorias tinham seus vencedores escolhidos por meio de votação popular online, enquanto outras eram votadas por um júri de jornalistas e especialistas.
| Ano  | Categoria premiada                                                                                | C  | Referência      |
| ---- | ------------------------------------------------------------------------------------------------- | -- | --------------- |
| 2003 | Ala de Baianas                                                                                    | 1  | [ 176 ]         |
| 2004 | Ala de Crianças                                                                                   | 2  | [ 177 ]         |
| 2005 | Ala de Baianas                                                                                    | 3  | [ 178 ]         |
| 2005 | Ala de Crianças                                                                                   | 4  | [ 178 ]         |
| 2006 | Personalidade (Rosa Magalhães - Carnavalesca)                                                     | 5  | [ 179 ]         |
| 2007 | Ala de Baianas                                                                                    | 6  | [ 180 ]         |
| 2008 | Samba-enredo ("João e Marias")                                                                    | 7  | [ 181 ]         |
| 2009 | Ala de Crianças                                                                                   | 8  | [ 182 ]         |
| 2011 | Ala de Crianças                                                                                   | 9  | [ 183 ] [ 184 ] |
| 2012 | Ala de Crianças                                                                                   | 10 | [ 185 ] [ 186 ] |
| 2015 | Enredo ("Axé Nkenda - Um Ritual de Liberdade - E que a Voz da Liberdade Seja Sempre a Nossa Voz") | 11 | [ 187 ]         |
| 2015 | Homenagem especial (Maria Helena - Ex Porta-bandeira)                                             | 12 | [ 187 ]         |
| 2016 | Mestre-sala e Porta-bandeira (Rogerinho Dornelles e Rafaela Theodoro)                             | 13 | [ 188 ]         |
| 2017 | Alegorias e Adereços                                                                              | 14 | [ 189 ]         |

### Troféu Andarilho do Samba
O Troféu Andarilho do Samba foi entregue em 2008, elegendo os melhores de todas as divisões do carnaval carioca. Foi oferecido pelo programa Andarilho do Samba, da Rádio Metropolitana, sob responsabilidade do radialista Arnaldo Lyrio.
| Ano  | Categoria premiada             | Referência |
| ---- | ------------------------------ | ---------- |
| 2008 | Samba-enredo ("João e Marias") | [ 190 ]    |

### Troféu Apoteose
Troféu Apoteose foi um prêmio concedido pelo Programa Cidade do Samba, do radialista João Estevam, entre 2004 e 2014 à primeira, segunda e terceira divisões do carnaval do Rio de Janeiro.
| Ano  | Categoria premiada              | Referência |
| ---- | ------------------------------- | ---------- |
| 2013 | Rainha de Bateria (Cris Vianna) | [ 191 ]    |
| 2014 | Ala de Baianas                  | [ 192 ]    |

### Troféu Jorge Lafond
Troféu Jorge Lafond foi um prêmio concedido entre 2004 e 2016 pela escola de samba Acadêmicos do Cubango às agremiações dos grupos de acesso. O prêmio foi criado em homenagem ao ator Jorge Lafond.
| Ano  | Categoria premiada                                    | Referência |
| ---- | ----------------------------------------------------- | ---------- |
| 2014 | Homenagem Especial (Phelipe Lemos e Rafaela Theodoro) | [ 194 ]    |

### Troféu Nota 10
Troféu Nota 10 foi um prêmio concedido pelo Jornal Meia Hora às escolas de samba da segunda divisão do carnaval carioca entre os anos de 2017 e 2020. Os premiados eram escolhidos por um júri formado por jornalistas e especialistas.
| Ano  | Categoria premiada                                                    | Referência |
| ---- | --------------------------------------------------------------------- | ---------- |
| 2020 | Melhor Escola da Série A                                              | [ 196 ]    |
| 2020 | Mestre-sala e Porta-bandeira (Thiaguinho Mendonça e Rafaela Theodoro) | [ 196 ]    |
| 2020 | Bateria                                                               | [ 196 ]    |

### Troféu Papa-Tudo - Rede Manchete
O Troféu Papa-Tudo - Rede Manchete foi um prêmio concedido pela Rede Manchete entre os anos de 1995 e 1998 às escolas de samba da primeira e segunda divisões do carnaval carioca.
| Ano  | Categoria premiada      | C | Referência |
| ---- | ----------------------- | - | ---------- |
| 1995 | Comissão de Frente      | 1 | [ 197 ]    |
| 1995 | Ala de Baianas          | 2 | [ 197 ]    |
| 1996 | Melhor Escola           | 3 | [ 198 ]    |
| 1996 | Intérprete (Preto Jóia) | 4 | [ 198 ]    |
| 1997 | Comissão de Frente      | 5 | [ 199 ]    |
| 1998 | Ala de Baianas          | 6 | [ 200 ]    |

### Troféu Rádio Manchete
Troféu Rádio Manchete foi um prêmio concedido pela Rádio Manchete às escolas do grupos Especial, Acesso A e B. Os vencedores eram escolhidos por comentaristas e repórteres de Carnaval da Rádio Manchete AM.
| Ano  | Categoria premiada                                             | C | Referência |
| ---- | -------------------------------------------------------------- | - | ---------- |
| 2008 | Samba-enredo ("João e Marias")                                 | 1 | [ 201 ]    |
| 2009 | Porta-bandeira (Verônica Lima)                                 | 2 | [ 202 ]    |
| 2010 | Samba-enredo ("Brasil de Todos os Deuses")                     | 3 | [ 203 ]    |
| 2011 | Samba-enredo ("A Imperatriz Adverte: Sambar Faz Bem à Saúde!") | 4 | [ 204 ]    |

### Troféu Sambista
Troféu Sambista foi uma premiação concedida entre 2016 e 2018 pelo Jornal do Sambista às escolas de samba da primeira, segunda e terceira divisões do carnaval.
| Ano  | Categoria premiada | C | Referência |
| ---- | --- | - | ---------- |
| 2016 | Samba-enredo ("É o Amor... que Mexe com a Minha Cabeça e Me Deixa Assim... – Do Sonho de Um Caipira Nascem os Filhos do Brasil") | 1 | [ 205 ]    |
| 2017 | Enredo ("Xingu - O Clamor que Vem da Floresta")                                                                                  | 2 | [ 206 ]    |
| 2017 | Mestre-sala e Porta-bandeira (Thiaguinho Mendonça e Rafaela Theodoro)                                                            | 3 | [ 206 ]    |
| 2017 | Harmonia | 4 | [ 206 ]    |
| 2018 | Mestre-sala e Porta-bandeira (Thiaguinho Mendonça e Rafaela Theodoro)                                                            | 5 | [ 207 ]    |
| 2018 | Bateria | 6 | [ 207 ]    |

### Troféu Vai Dar Samba
O Troféu Vai Dar Samba foi entregue em 2018, elegendo os melhores da primeira e segunda divisões do carnaval carioca. Foi oferecido pelo programa Vai Dar Samba, da Rádio 94 FM, sob responsabilidade do jornalista Miro Ribeiro.
| Ano  | Categoria premiada | Referência |
| ---- | ------------------ | ---------- |
| 2018 | Ala de Baianas     | [ 208 ]    |

## Outros

### Cidadão Samba
Cidadão Samba foi um título concedido anualmente pela imprensa carioca a sambistas e representantes notórios das escolas de samba do Rio de Janeiro. A condecoração foi criada em 1936 pelo Jornal A Nação. Ao longo do tempo, passou por diversas fases, sendo organizado por diferentes órgãos da imprensa carioca.
| Ano  | Cidadão Samba                              | Referência |
| ---- | ------------------------------------------ | ---------- |
| 1966 | Murilo da Penha Aparecida e Silva ("Bidi") | [ 210 ]    |
| 2013 | Zé Katimba                                 | [ 211 ]    |